# Царева Могила

Могила Царева, на карте початку ХХ століття.

Царе́ва моги́ла — один із десяти курганів курганної групи, яки розташованої за 2 км на південь від житломасиву Гданцівка в Центрально-Міському районі. На кінець ХХ сторіччя на місці кургану вирили кар'єр № Новокриворізького ГЗК.

## Опис
Мав висоту до 12 м, діаметр 106 м. Будівництво кургану розпочалось зі спорудження іна рівні давньої поверхні з плит залізистого кварциту кромлеху, діаметром 17,5 м та висотою 1,5 м. В середині кромелха знаходився насип з щільної глини висотою до 1,5 м. На поверхні глиняної півсфери в кам'яному ящику було здійснене випростане поховання №3, яке перекривав первинний насип. Всього ж, за допомогою розрізів, в кургані вдалось зафіксувати 9 насипів.
Вважався домінуючою висотою на злитті Інгульця та Саксагані. За легендою названа на честь царя кочівників, який оглядав з кургану своє військо.

## Історія дослідження
У 1907—1908 частково досліджено Віктором Гошкевичем. Розкопано 2/3 насипу, виявлено 10 поховань епохи міді-бронзи. Виявлені залишки дерев'яних конструкцій, керамічний посуд, бронзовий кинджал, булава. У 1985 Олександр Мельник продовжив дослідження та виявив 10 нових поховань.